# Bajza utca (stanice metra v Budapešti)
Bajza utca je stanice linky M1 budapešťského metra. Byla otevřena veřejnosti v roce 1896. Leží na křižovatce ulice Andrássy út a Bajza utca. Stanice je postavena ve stejném stylu, jako ostatní stanice na žluté lince M1.